# Nauwakhor Prashahi
Nauwakhor Prashahi (nep. नौवाखोर प्रशाही) – gaun wikas samiti w środkowej części Nepalu w strefie Dźanakpur w dystrykcie Dhanusa. Według nepalskiego spisu powszechnego z 2011 roku liczył on 842 gospodarstwa domowe i 4690 mieszkańców (2372 kobiety i 2318 mężczyzn).